# Enicospilus scuintlei
Enicospilus scuintlei är en stekelart som beskrevs av Ian D. Gauld 1988. Enicospilus scuintlei ingår i släktet Enicospilus och familjen brokparasitsteklar. Inga underarter finns listade i Catalogue of Life.